# Vuelo 897 de Viasa
El Vuelo 897 de VIASA fue un vuelo que cubría la ruta Roma - Madrid - Lisboa - Santa María - Caracas y que cayó al Océano Atlántico cerca de la Costa de Caparica en Portugal el 30 de mayo de 1961. No hubo sobrevivientes en los sesenta y un ocupantes de la aeronave.

## Aeronave
La aeronave empleada en el vuelo 897 era un Douglas DC-8-53 que había sido arrendado por VIASA a KLM.
El Douglas DC-8 tenía 209 horas de vuelo.

## Caída al mar
El vuelo 897 había despegado del Aeropuerto de Portela a la 1:15 AM (hora de Portugal), encontrando a su paso una nubosidad a 1100 mm. En ese momento el avión gira bruscamente a la izquierda, luego de avisar al control de tráfico aéreo. El piloto trató de girar a la derecha, pero el avión cayó al mar sin dejar sobrevivientes a bordo.
En los día siguientes al accidente aparecieron algunos restos del aparato en las playas cercanas. También se encontraron algunos restos humanos. Parte del avión, que quedó hundido a 30 m de profundidad y pudo ser sacado a la superficie.

## Investigación del accidente
La causa del accidente del vuelo 897 nunca fue determinada por las autoridades portuguesas y neerlandesas. El informe oficial de las autoridades portuguesas concluye que "a pesar de una muy cuidadosa investigación se perdió mucho tiempo en la misma, en la que intervinieron muchas autoridades y expertos en la materia, no fue posible establecer las causas del accidente".
Países Bajos, el estado de registro del avión, comentó: "Aunque no hay indicios directos en este sentido, la Junta considera posible que el accidente fue atribuido al que el piloto o pilotos tomaron decisiones erróneas por una falla de los instrumentos, sobre todo del "horizonte artificial", o por una distracción del piloto, por lo que la seria desviación de la trayectoria de vuelo normal no fue detectada a tiempo".
En el informe final del accidente, a pesar de que se admite que es imposible hallar la causa del accidente, se explica que el fallo humano fue la causa más probable y que las malas condiciones meteorológicos pudieron ser la causa del despiste de los pilotos.

## Consecuencias
Para 1961 el vuelo 897 fue el tercer accidente aéreo que involucraba un avión a reacción desde su entrada en servicio en 1958, convirtiéndose en el peor accidente aéreo en la historia de la aviación de Portugal, hasta el accidente del avión que llevaba al Orfeón Universitario de la Universidad Central de Venezuela en 1976 y el accidente del vuelo 425 de TAP Portugal en 1977.